# Mercat (Arenys de Munt)
El Mercat és una obra racionalista d'Arenys de Munt (Maresme) inclosa a l'Inventari del Patrimoni Arquitectònic de Catalunya.

## Descripció
Edifici gran que dona a dos carrers. Consta d'una sola nau i per aprofitar el desnivell hi ha un semi-soterrani on hi ha les càmeres frigorífiques, magatzem i instal·lacions sanitàries.
les façanes- tant la del davant com la del darrere- estan pensades per donar més llum i ventilació a l'interior. Aquest està distribuït per dues fileres laterals per la venda de carn i comestibles i dos de centrals de peix, fruites i verdures.

## Història
Per a la construcció d'aquest edifici fou enderrocat l'antic ajuntament, en estat ruïnós.